# Norge i olympiska vinterspelen 2010
Norge deltog i Olympiska vinterspelen 2010 i Vancouver i Kanada. Den norska truppen bestod av 98 utövare och blev slutgiltigt fastställd den 26 januari 2010.

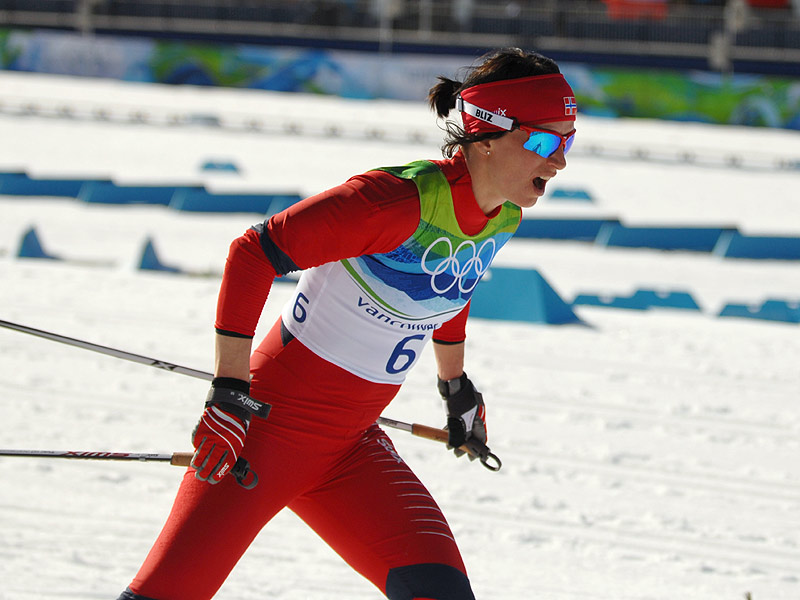
Marit Bjørgen tog 3 guld, 1 silver och 1 brons

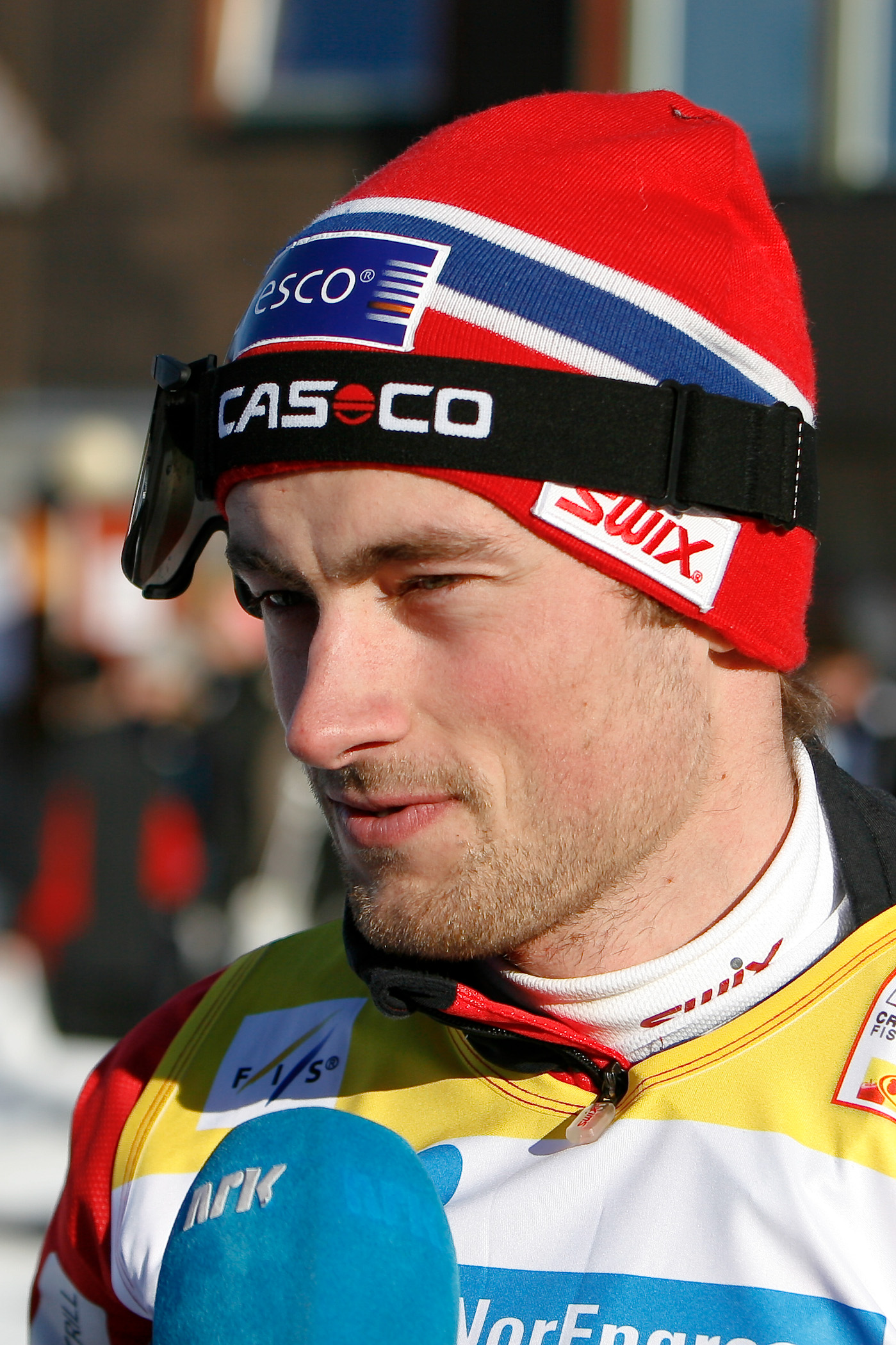
Petter Northug tog 2 guld, 1 silver och 1 brons

## Medaljsammanställning
| Medaljer | Utövare                                                                              | Sport           | Gren                                    |
| -------- | ------------------------------------------------------------------------------------ | --------------- | --------------------------------------- |
| Guld     | Aksel Lund Svindal                                                                   | Alpint          | Super G, herrar                         |
| Guld     | Emil Hegle Svendsen                                                                  | Skidskytte      | 20 km, herrar                           |
| Guld     | Tora Berger                                                                          | Skidskytte      | 15 km, damer                            |
| Guld     | Marit Bjørgen                                                                        | Längdskidåkning | Sprint, damer                           |
| Guld     | Petter Northug och Øystein Pettersen                                                 | Längdskidåkning | Sprintstafett, herrar                   |
| Guld     | Marit Bjørgen                                                                        | Längdskidåkning | 7,5 km klassisk + 7,5 km fristil, damer |
| Guld     | Vibeke Skofterud, Therese Johaug, Kristin Størmer Steira, Marit Bjørgen              | Längdskidåkning | 4 x 5 km klassisk stafett, damer        |
| Guld     | Halvard Hanevold, Tarjei Bø, Emil Hegle Svendsen, Ole Einar Bjørndalen               | Skidskytte      | Stafett, herrar                         |
| Guld     | Petter Northug                                                                       | Längdskidåkning | 50 km klassisk stil                     |
| Silver   | Ole Einar Bjørndalen                                                                 | Skidskytte      | 20 km, herrar                           |
| Silver   | Emil Hegle Svendsen                                                                  | Skidskytte      | 10 km, herrar                           |
| Silver   | Aksel Lund Svindal                                                                   | Alpint          | Störtlopp, herrar                       |
| Silver   | Kjetil Jansrud                                                                       | Alpint          | Storslalom, herrar                      |
| Silver   | Hedda Berntsen                                                                       | Freestyle       | Skicross, damer                         |
| Silver   | Odd-Bjørn Hjelmeset, Martin Johnsrud Sundby, Lars Berger, Petter Northug             | Längdåkning     | Stafett 4x10 km, herrar                 |
| Silver   | Thomas Ulsrud, Torger Nergård, Christoffer Svae, Håvard Vad Petersson, Thomas Løvold | Curling         | Curling, herrar                         |
| Silver   | Marit Bjørgen                                                                        | Längdskidåkning | 30 km klassiskt, damer                  |
| Silver   | Aksel Lund Svindal                                                                   | Alpint          | Storslalom, herrar                      |
| Brons    | Petter Northug                                                                       | Längdskidåkning | Sprint, herrar                          |
| Brons    | Marit Bjørgen                                                                        | Längdskidåkning | 10 km fristil, damer                    |
| Brons    | Anders Bardal, Johan Remen Evensen, Tom Hilde och Anders Jacobsen                    | Backhoppning    | Lagtävling                              |
| Brons    | Håvard Bøkko                                                                         | Skridsko        | 1500 meter, herrar                      |
| Brons    | Audun Grønvold                                                                       | Skicross        | Skicross, herrar                        |

## Tävlande

### Alpint
- Mona Løseth
- Aksel Lund Svindal
- Lars Elton Myhre
- Kjetil Jansrud
- Truls Ove Karlsen
- Leif Kristian Haugen

### Snowboard
- Kjersti Ø. Buaas (Halfpipe)
- Linn Haug (Halfpipe)
- Helene Olafsen (Snowboardcross)
- Lisa H. Wiik (Halfpipe)
- Hedda Berntsen (Skicross)
- Marte Høie Gjefsen (Skicross)
- Julie Jensen (Skicross)
- Gro Kvinlog (Skicross).

- Fredrik Austbø (Halfpipe)
- Joachim Havikhagen (Snowboardcross)
- Tore V. Holvik (Halfpipe)
- Roger S. Kleivdal (Halfpipe)
- Ståle Sandbech (Halfpipe)
- Stian Sivertzen (Snowboardcross)
- Audun Grønvold (Skicross)
- Anders Rekdal (Skicross).

### Skidskytte
- Ole Einar Bjørndalen
- Tarjei Bø
- Lars Berger
- Halvard Hanevold
- Alexander Os
- Emil Hegle Svendsen
- Liv-Kjersti Eikeland
- Ann Kristin Flatland
- Gro Marit Istad Kristiansen
- Solveig Rogstad
- Tora Berger

### Längdskidåkning[2]
- Petter Northug
- Odd-Bjørn Hjelmeset
- Ola Vigen Hattestad
- Ronny Hafsås
- Martin Johnsrud Sundby
- Øystein Pettersen
- Eldar Rønning
- Jens Arne Svartedal
- Tord Asle Gjerdalen
- Lars Berger
- Johan Kjølstad

- Marit Bjørgen
- Kristin Størmer Steira
- Vibeke Skofterud
- Celine Brun-Lie
- Marthe Kristoffersen
- Therese Johaug
- Astrid Uhrenholdt Jacobsen
- Maiken Caspersen Falla

### Curling
- Thomas Ulsrud (skip)
- Torger Nergaard
- Håvard Vad Petersson
- Christoffer Svae
- Thomas Løvold (reserv)

### Ishockey
- Norges herrlandslag i ishockey

#### Trupp
Målvakter
- Pål Grotnes (Stjernen)
- Andre Lysenstøen (Haki)
- Ruben Smith (Storhamar)

Backar
- Alexander Bonsaksen (Modo Hockey)
- Jonas Holøs (Färjestad BK)
- Tommy Jakobsen (Lørenskog)
- Juha Kaunismäki (Stavanger Oilers)
- Lars Erik Lund (Vålerenga)
- Ole Kristian Tollefsen (Philadelphia Flyers)
- Mats Trygg (Kölner Haie)

Anfallare
- Morten Ask (Thomas Sabo Tigers)
- Anders Bastiansen (Färjestad BK)
- Kristian Forsberg (Modo Hockey)
- Mads Hansen (Brynäs)
- Marius Holtet (Färjestad BK)
- Lars-Erik Spets (Vålerenga)
- Mathis Olimb (Frölunda)
- Martin Røymark (Frölunda)
- Per-Åge Skrøder (Modo Hockey)
- Patrick Thoresen (Ufa Salavat)
- Tore Vikingstad (Hannover Scorpions)
- Martin Laumann Ylven (Linköping)
- Mats Zuccarello Aasen (Modo Hockey)

### Nordisk kombination
- Mikko Kokslien
- Magnus Moan
- Jan Schmid
- Petter Tande
- Ole Christian Wendel

### Backhoppning
- Johan Remen Evensen
- Anders Jacobsen
- Bjørn Einar Romøren
- Tom Hilde
- Anders Bardal

## Skeleton
- Desiree Bjerke

## Skridsko
- Håvard Bøkko
- Henrik Christiansen
- Mikael Flygind Larsen
- Sverre Haugli
- Christoffer Fagerli Rukke
- Sverre Lunde Pedersen
- Fredrik van der Horst
- Maren Haugli
- Hege Bøkko